# Лайтфут, Гордон
Гордон Лайтфут (англ. Gordon Meredith Lightfoot, Jr.,
17 ноября 1938, Ориллия, Онтарио, Канада — 1 мая 2023, Торонто, Онтарио, Канада) — канадский автор-исполнитель, получивший широкую известность на международной фолк-, кантри- и поп-сцене — прежде всего, благодаря таким песням как Early Morning Rain  (1966), If You Could Read My Mind (1970), Sundown (1974, #1 USA), Carefree Highway (1974), Rainy Day People (1975) и The Wreck of The Edmund Fitzgerald (1976, #2 USA)
. Семнадцать альбомов Гордона Лайтфута входили в Billboard 200, Sundown (1974) возглавил хит-парад.
В числе музыкантов, исполнявших песни Лайтфута, — Элвис Пресли, Джонни Кэш, Джерри Ли Льюис, Peter, Paul and Mary, Боб Дилан, Джуди Коллинз, Барбра Стрейзанд, Джонни Мэтис, Сэнди Денни, Тони Райс. Робби Робертсон, лидер The Band, назвал творчество Лайтфута «сокровищем национальной культуры».
Умер в Центре медицинских наук Саннибрук в Торонто 1 мая 2023 года в возрасте 84 лет. Ухудшение здоровья заставило его отменить тур тремя неделями ранее.

## Дискография

### Студийные альбомы
- 1966 — Lightfoot! (EMI)
- 1967 — The Way I Feel (Beat Goes On)
- 1968 — Did She Mention My Name (EMI)
- 1968 — Back Here on Earth (EMI)
- 1969 — Sunday Concert (live) (EMI-Capitol)
- 1970 — If You Could Read My Mind (Reprise)
- 1970 — Sit Down Young Stranger (Reprise)
- 1971 — Summer Side of Life (Reprise)
- 1972 — Don Quixote (Reprise)
- 1972 — Old Dan’s Records (Rhino)
- 1974 — Sundown (Reprise)
- 1975 — 2 Originals of Gordon Lightfoot (Reprise)
- 1975 — Cold on the Shoulder (Reprise)
- 1976 — Summertime Dream (Reprise)
- 1978 — Endless Wire (Warner Bros.)
- 1980 — Dream Street Rose (Rhino)
- 1982 — Shadows (Rhino)
- 1983 — Salute (Rhino)
- 1986 — East of Midnight (Warner Bros.)
- 1993 — Waiting for You (Warner Bros.)
- 1998 — A Painter Passing Through (Reprise)
- 2004 — Harmony (Spin Art)